# Luiz Carlos (cantor)
Luiz Carlos da Silva (São Paulo, 1 de fevereiro de 1957) é um cantor e compositor brasileiro, famoso por ser vocalista do grupo de samba e pagode romântico Raça Negra.
Em 1999 deu continuidade a sua atividade no Raça Negra, gravando o CD duplo Ao vivo, com os maiores sucessos do grupo.[carece de fontes?]
Na segunda metade da década de 2010, o cantor participou de turnês conjuntas ao lado de Alexandre Pires e de, por certo tempo, Belo, gerenciadas pela empresa Infinit Music e sob o título de Gigantes do Samba.

## Discografia
- Meu Charme (1997)[1]
- É Assim Mesmo (1998)